# Jim Hurtubise

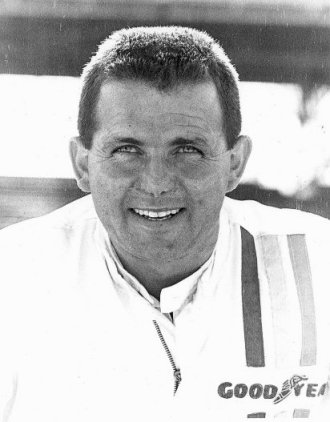
Jim Hurtubise

Jim Hurtubise (North Tonawanda, New York, 5 december 1932 – Port Arthur, Texas, 6 januari 1989) was een Amerikaans Formule 1-coureur. Hij reed de Indianapolis 500 van 1960 maar scoorde daarin geen punten. Hij stierf na een hartaanval.